# Клаузула (музыка)
Кла́узула (лат. clausula, от лат. claudere — «закрывать», «заключать») — многозначный музыкальный термин.

## Клаузула как категория гармонии
В западноевропейской музыке Средних веков и Возрождения (одноголосной либо многоголосной полифонической) клаузулой называется формульный мелодический оборот, завершающий музыкальное построение (любой отдел формы). Наиболее известна так называемая «клаузула Ландини». Названная по частоте употребления именно у Ландини, эта клаузула в действительности имела общее хождение на всём протяжении Ars nova и в XV веке, в музыке Гийома де Машо, Г. Дюфаи, Ж. Беншуа и многих других итальянских и французских композиторов.
В эпоху Возрождения и в Новое время, несмотря на очевидное в музыке становление аккордового мышления и гомофонно-гармонического склада, многие теоретики вплоть до XVIII века по традиции называли клаузулами каденции (как, впрочем, и наоборот).

## Клаузула как категория формы
Клаузулой также называется разновидность (форма) органума, развившаяся во 2-й половине XII — первой половине XIII веков в парижской школе Нотр-Дам (первые рукописи с обозначением clausula датируются XIII веком). В отличие от более древних (неметризованных) органумов клаузулы представляли собой небольшие законченные (отсюда сам термин clausula) многоголосные (обычно двух-, редко трёхголосные) пьесы, с выписанным в системе модальной нотации ритмом. По мере необходимости в конкретной службе клаузулы вставлялись внутрь «обычных» григорианских распевов мелизматического стиля.
В типичном случае клаузулы писали на мелизм со словом «Domino» в «Benedicamus Domino» (формульном версикуле, заключавшем все службы оффиция), на мелизм фразы «Flos filius» из большого респонсория «Stirps Jesse» Фульберта Шартрского, на мелизм фразы «In saeculum» из градуала «Haec dies», на мелизм со словом «Virgo» из градуала «Benedicta es venerabilis» и др.
Подавляющее большинство клаузул написаны в так называемом дискантовом стиле, где cantus firmus излагался относительно мелкими длительностями, в таких случаях говорят о технике «нота-против-ноты» (punctum contra punctum, отсюда позднейший термин контрапункт). Реже встречаются клаузулы в так называемом Halteton-стиле, особенностью структуры которых был cantus firmus, ритмизованный одинаковыми и причём очень крупными длительностями. Вследствие такой ритмизации хорал-источник перестал быть распевом молитвы (каким он задумывался в богослужебной практике изначально) и превратился в «техническое средство» полифонической композиции.
Из подтекстовки верхних голосов в клаузулах возник мотет.
Более подробную информацию см. в статье Клаузула (на немецком языке).